# Mierenblättriges Weidenröschen
Das Mierenblättrige Weidenröschen (Epilobium alsinifolium), auch Mieren-Weidenröschen genannt, ist eine Pflanzenart aus der Gattung Weidenröschen (Epilobium) innerhalb der Familie der Nachtkerzengewächse (Onagraceae). Sie ist in Europa ein arktisch-alpines Florenelement.

## Beschreibung und Ökologie

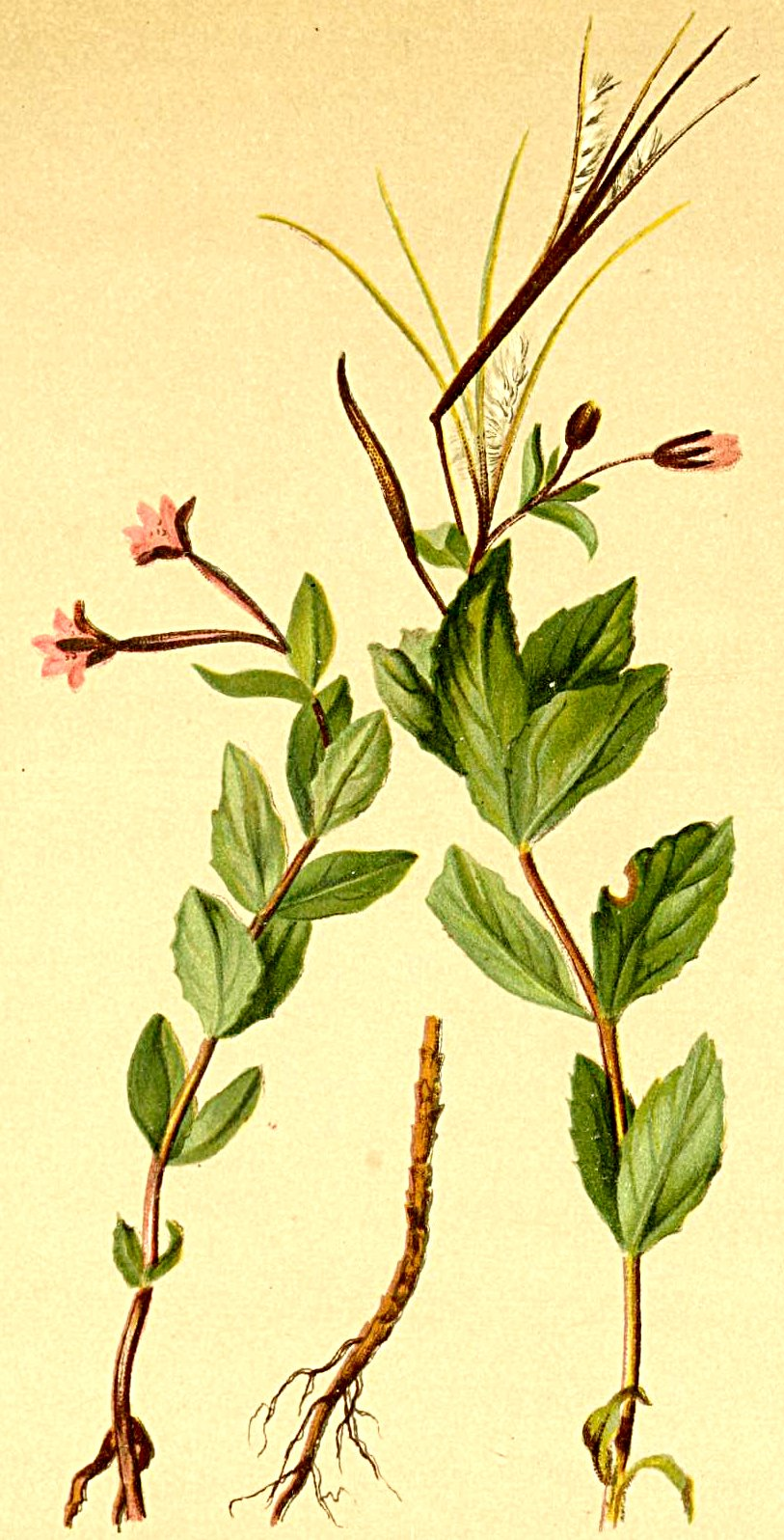
Illustration

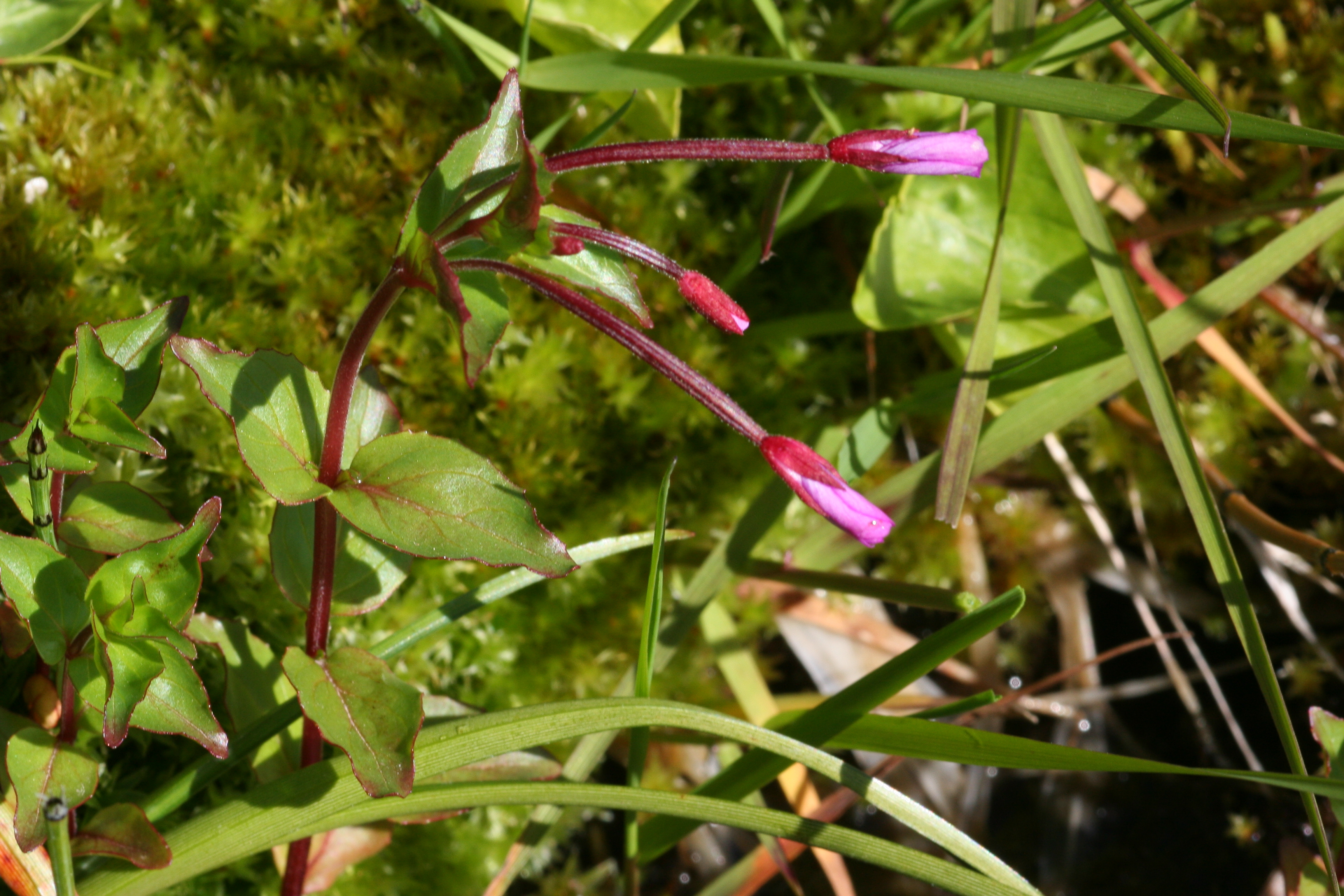
Mierenblättriges Weidenröschen

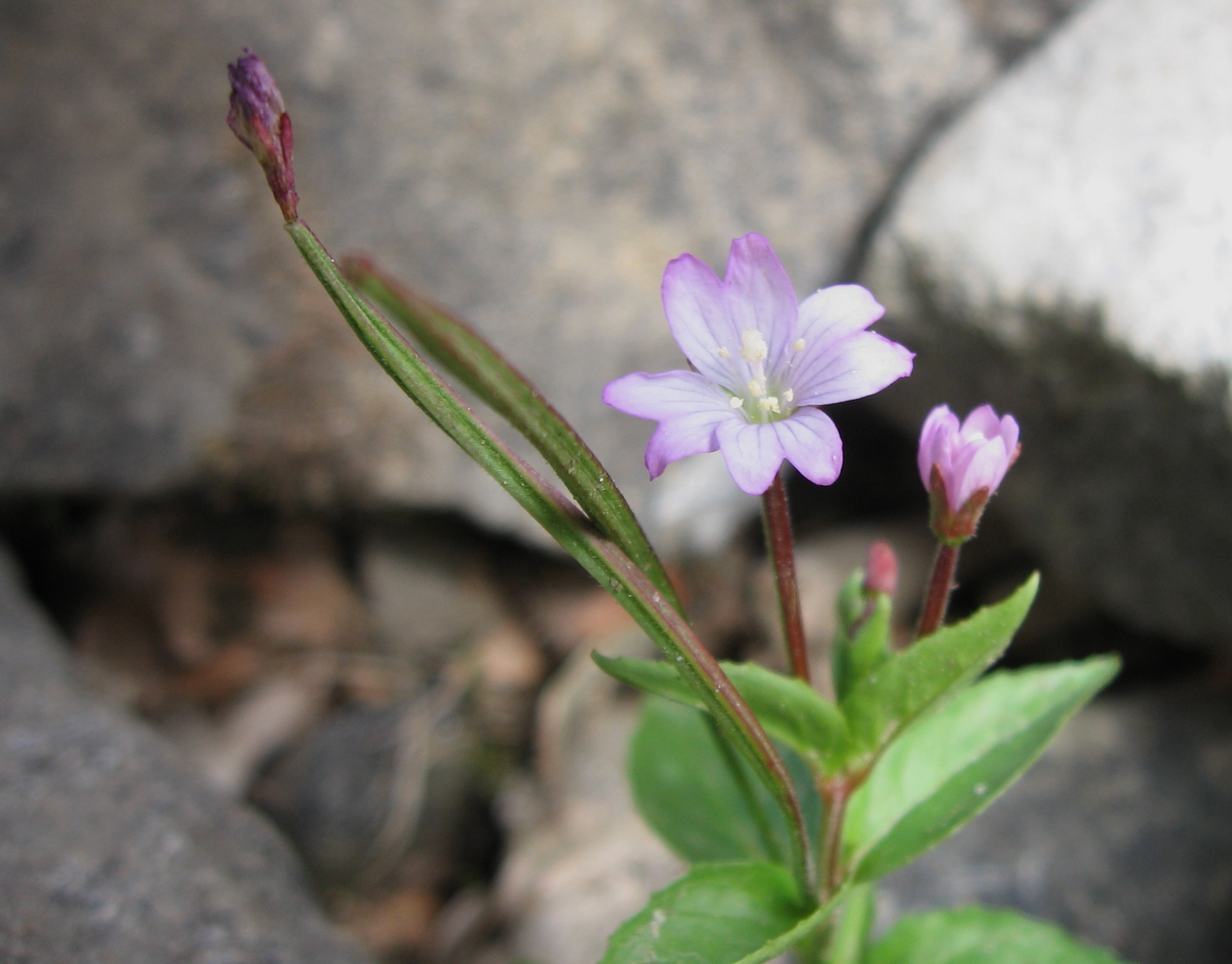
Blüten

### Vegetative Merkmale
Das Mierenblättrige Weidenröschen ist eine überwinternd grüne, ausdauernde, krautige Pflanze und erreicht Wuchshöhen von 10 bis 25 Zentimetern. Es hat ein kurzbogiges Rhizom, das jeweils einen Stängel ausbildet. Zur Blütezeit bildet es bis 20 Zentimeter lang unterirdische, weiße Ausläufer. Durch die zahlreichen unterirdischen Ausläufer wächst das Mierenblättrige Weidenröschen rasig. Die aufrechten, zur Knospenzeit nickenden, unverzweigten Stängel sind kahl, kantig und haben zwei bis vier erhabene Längsleisten. 
Die bis zum Blütenstand hinauf gegenständigen Laubblätter haben einen kurzen Blattstiel oder sind sitzend. Die einfache Blattspreite ist eiförmig-lanzettlich, dunkelgrün glänzend und entfernt gezähnt, wobei die Zähne bis 0,5 Millimeter lang sind. Blattrand und Blattnerven sind zerstreut behaart bis kahl.

### Generative Merkmale
Die Blütezeit reicht von Juni bis September. Der Blütenstand enthält zwei bis fünf Blüten. 
Die zwittrigen Blüten sind radiärsymmetrisch, vierzählig und 8 bis 12, selten bis zu 15 Millimeter lang mit einer langen Röhre. Der Achsenbecher ist spärlich mit Drüsenhaaren besetzt oder fast kahl. Die Krone ist trichterförmig. Die vier Kronblätter sind 8 bis 10 Millimeter lang, tief ausgerandet und zeigen fünf bis sechs tiefrote Adern. Der Griffel steht aufrecht. Die Narbe ist schwach keulig bis ausgerandet und nicht vierteilig (Unterscheidung zu anderen Arten).
Die Kapselfrucht ist zur Reife kahl. Die glatten Samen sind 1,3 bis 1,7 Millimeter lang, spindelförmig und tragen am oberen Ende ein durchscheinendes Anhängsel.
Die Chromosomenzahl beträgt 2n = 36.

## Ökologie
Beim Mierenblättrigen Weidenröschen handelt es sich um einen helomorphen Hemikryptophyten.
Die Bestäubung erfolgt durch Schmetterlinge und Fliegen oder durch Selbstbestäubung. Die Blüten bilden Nektar, sind schwach proterogyn bis homogam. 
Die Ausbreitung der Diasporen erfolgt durch Wind.

## Vorkommen
Das Mierenblättrige Weidenröschen kommt außerhalb Europas noch in Grönland vor. In Europa hat es Vorkommen in fast allen Ländern außer in Portugal, Belgien, den Niederlanden, Dänemark, im Baltikum, in Ungarn, Moldau und Belarus. Das Mierenblättrige Weidenröschen kommt in Mitteleuropa in den Alpen verbreitet vor. Darüber hinaus ist es in Mitteleuropa nur im südlichen Schwarzwald, Erzgebirge, Bayerischen Wald, Iser- und Riesengebirge vertreten. 
Es wächst an quelligen Standorten, auf sickernassen, nährstoffreichen und humosen Tonböden. Es kommt vorwiegend in der subalpinen bis alpinen Höhenstufe vor, selten steigt es bis in die colline Höhenstufe hinab. In den Allgäuer Alpen steigt es bis zu einer Höhenlage von 2100 Metern auf. In Graubünden erreicht die Art 1650 Meter, in Tirol 2760 Meter Meereshöhe.
Pflanzensoziologisch ist es eine Charakterart der Klasse Montio-Cardaminetea.
Die ökologischen Zeigerwerte nach Landolt et al. 2010 sind in der Schweiz: Feuchtezahl F = 4+w (nass aber wechselnd), Lichtzahl L = 4 (hell), Reaktionszahl R = 3 (schwach sauer bis neutral), Temperaturzahl T = 2 (subalpin), Nährstoffzahl N = 3 (mäßig nährstoffarm bis mäßig nährstoffreich), Kontinentalitätszahl K = 2 (subozeanisch).

## Taxonomie
Das Mierenblättrige Weidenröschen wurde 1779 von Dominique Villars in Prospectus de l'Histoire des Plantes de Dauphiné, S. 45 als Epilobium alsinifolium erstbeschrieben. Ein Synonym von Epilobium alsinifolium Vill. ist Epilobium origanifolium Lam.